# جائزة اليابان الكبرى للدراجات النارية 1989
جائزة اليابان الكبرى للدراجات النارية 1989 هو سباق دراجات نارية أقيم بتاريخ 26 مارس 1989 في حلبة سوزوكا. كان الجولة الأولى من أصل 15 في سباق الجائزة الكبرى للدراجات النارية موسم 1989. فاز الأمريكي كيفن شوانتز بفئة 500 سي سي بينما جاء الأمريكي وين ريني في المركز الثاني وحصل على المركز الثالث الأمريكي إدي لوسون.

## وصلات خارجية
- الموقع الرسمي